# 島本町立第四小学校
島本町立第四小学校（しまもとちょうりつだいよんしょうがっこう）は、大阪府三島郡島本町にある公立小学校。
1981年に島本町立第三小学校より分離開校した。島本町で一番児童数が多い小学校である。

## 沿革
- 1981年4月1日 - 島本町立第四小学校として開校。
- 1981年5月25日 - 体育館竣工。この日を創立記念日とする。
- 2002年 - 文部科学省フロンティアスクール・島本町学校給食モデル校に、それぞれ指定される（いずれも2005年度までの3年間）。
- 2007年 - 大阪府教育委員会より、「元気な学校づくり」および小中一貫教育の研究校に指定される。

## 通学区域
- 島本町 広瀬4丁目（一部）、水無瀬1丁目、水無瀬2丁目（一部を除く）、江川、高浜。

卒業生は基本的に島本町立第一中学校に進学する。

## 交通
- 阪急京都線 水無瀬駅 南へ約400m。
- 東海道本線（JR京都線） 島本駅 南西へ約900m。